# 昂热圣洛站
昂热圣洛站，是法国的一个铁路车站，位于法国西部城市，曼恩-卢瓦尔省的省会昂热。

## 位置
昂热圣洛站位于昂热市区南部，距离昂热市政府（Mairie d'Angers）大约4公里，距离昂热大教堂（Cathédrale Saint-Maurice d'Angers）大约600米。车站呈东西走向，开口朝北，东侧为高架桥，桥上为有轨电车车站，可通过电梯与车站站房连接。此外，昂热圣洛站还有多条公交线路经过。

## 车站名称
昂热圣洛站加上“圣洛”（Saint-Laud）这一后缀主要是为了区分昂热主校站和昂热圣塞尔日站。

## 车站历史
昂热圣洛站最初建于1849年，当时隶属于图尔-南特铁路公司管理，1852年被巴黎-奥尔良铁路公司收购，1938年正式归属SNCF运营。
二战期间，昂热圣洛站损毁严重。新的站房于1956年建成。
2001年，昂热圣洛站进行了大规模的改造，其外部被玻璃外墙所代替。2012年，昂热市政府开始实施火车站综合改造计划，旨在开发距离昂热圣洛站较近的地区作为新的办公用地，以减少人们的出行而对生态环境的影响。

## 停靠线路
以下列车线路在昂热圣洛站停靠：
| 昂热圣洛站列车线路表                     |                     |                              |                                          |                 |
| 线路                                     | 车种                | 上一站                       | 下一站                                   | 大致运行频率    |
| 巴黎—南特/圣纳泽尔/勒克鲁瓦西克/莱萨布勒 | TGV                 | 巴黎/勒芒/萨布莱             | 昂斯尼/南特                              | 每天15趟左右    |
| 里尔—南特/勒克鲁瓦西克                   | TGV                 | 勒芒                         | 南特                                     | 每天2趟左右     |
| 斯特拉斯堡—南特                          | TGV                 | 勒芒                         | 南特                                     | 每天1趟         |
| 里昂—南特                                | TGV                 | 圣皮埃尔德科尔               | 南特                                     | 每天1趟         |
| 马赛—南特                                | TGV                 | 圣皮埃尔德科尔/索米尔        | 南特                                     | 每天1趟         |
| 南特→蒙彼利埃                            | TGV                 | 南特                         | 勒芒                                     | 每天1趟（单向） |
| 蒙彼利埃→南特                            | TGV                 | 索米尔                       | 南特                                     | 每天1趟（单向） |
| 图尔宽—南特                              | Ouigo               | 马西TGV                      | 南特                                     | 每天1趟         |
| 巴黎—南特                                | INTERCITÉS 100% éco | 索米尔                       | 南特                                     | 每周2趟左右     |
| 里昂佩拉什/帕尔迪厄—南特                 | INTERCITÉS          | 索米尔                       | 南特                                     | 每周2趟左右     |
| 南特→图尔                                | INTERCITÉS          | 昂斯尼                       | 索米尔                                   | 每周1趟（单向） |
| 奥尔良—南特/勒克鲁瓦西克                 | TER 200 Interloire  | 索米尔                       | 昂斯尼/南特                              | 每天2趟左右     |
| 奥尔良—圣纳泽尔                          | TER 200 Interloire  | 索米尔                       | 昂斯尼                                   | 每天1趟         |
| 图尔/索米尔—昂热                         | 法国大区列车        | 索米尔/拉博阿勒              | （终点）                                 | 每天2~7趟       |
| 图尔/索米尔—南特/勒克鲁瓦西克            | 法国大区列车        | 索米尔/拉梅尼特雷/圣马蒂兰   | 拉波索尼耶尔/昂斯尼/南特                 | 每天1~6趟       |
| 图尔/昂热→雷恩                           | 法国大区列车        | 拉梅尼特雷/（起点）          | 昂斯尼/安格朗德                          | 每天1趟（单向） |
| 雷恩→图尔                                | 法国大区列车        | 昂斯尼                       | 索米尔                                   | 每周1趟（单向） |
| 勒芒/萨布莱—昂热                         | 法国大区列车        | 蒂耶尔塞/旧布里奥莱/昂热主校 | （终点）                                 | 每天2~6趟       |
| 勒芒/昂热—南特                           | 法国大区列车        | 萨布莱/蒂耶尔塞/（起点）     | 萨沃尼耶尔/拉波索尼耶尔/安格朗德/昂斯尼  | 每天2~6趟       |
| 昂热—绍莱                                | 法国大区列车        | （起点）                     | 萨沃尼耶尔/拉波索尼耶尔/卢瓦尔河畔沙洛讷 | 每天5~14趟      |
| 1. 2. 3.                                 |                     |                              |                                          |                 |

## 配套交通

### 长途汽车
| 停靠昂热汽车站的大巴车 |                                                       |                                                                                              |
| 上下车地点             | 运营单位                                              | 主要目的地                                                                                   |
| 昂热汽车站             | Eurolines                                             | （可联程中转前往欧洲各地）                                                                   |
| 昂热汽车站             | Flixbus                                               | 巴黎、图尔、布尔日、克莱蒙费朗、阿维尼翁、艾克斯、土伦、南特、瓦讷、洛里昂、坎佩尔、布雷斯特 |
| 昂热汽车站             | Isilines                                              | 巴黎、勒芒、雷恩、南特、图尔、布尔日、克莱蒙费朗、里昂、格勒诺布尔                           |
| 昂热汽车站             | Megabus                                               | 巴黎                                                                                         |
| 昂热汽车站             | Ouibus                                                | 巴黎、南特                                                                                   |
| 昂热汽车站             | 马耶讷省城际客运 Pégase                               | 拉瓦勒、贡捷堡                                                                               |
| 昂热汽车站             | 曼恩-卢瓦尔省城际客运 Anjoubus （页面存档备份，存于） | 沙托布里扬、拉弗莱什、米雷、蒙特勒伊贝莱、绍莱、维耶、瓦朗茹、博普雷欧                       |
| 昂热汽车站             | SNCF TER Pays de La Loire                             | 拉瓦勒 当某条铁路线施工或罢工时，SNCF可能也会提供途径该线路沿途站点的大巴车                  |
| 1. 2. 3. 4.            |                                                       |                                                                                              |

### 市内交通
| 昂热圣洛站附近的市内交通线路 |                                                                                          |                                            |
| 公交车站名称                 | 位置                                                                                     | 停靠线路                                   |
| Les Gares                    | 昂热圣洛站东侧高架桥上                                                                   | 昂热有轨电车A线                            |
| Les Gares                    | 昂热圣洛站东侧                                                                           | 1路（单向）、4路（单向）、14路             |
| Gares Papins                 | 昂热圣洛站正门的西侧，长途汽车站旁                                                       | 1路、4路、6路、10路、14路                  |
| Gares Brémont                | 昂热圣洛站正门西侧的勒内·布雷蒙路（Rue René Brémont）上                                  | 1路、4路、5A路、5B路、6路、8路、11路、14路 |
| Gares Sémard                 | 昂热圣洛站正门西侧的奥古斯特·戈蒂埃路（Rue Auguste Gautier）上（仅由西向东方向单向设站） | 5A路、8路、10路、11路                      |
| Quais Esplanade de la Gare   | 昂热圣洛站正门西侧，与Gares Papins车站相邻                                               | 30路、31路、32路、41路、42路               |
| Quais Place Sémard           | 昂热圣洛站正门西侧，是一个环岛状的车站，与Quais Esplanade de la Gare仅一街之隔           | 33路、34路、35路、36路、38路、39路、43路   |
| 1.                           |                                                                                          |                                            |

## 临近车站
| 昂热圣洛站（Gare d'Angers-Saint-Laud） |                   |               |
| 上行车站                               | 线路              | 下行车站      |
| 拉博阿勒站←                            | 图尔—圣纳泽尔铁路 | →萨沃尼耶尔站 |
| 昂热主校站←                            | 勒芒—昂热铁路     | （终点）      |
| - 本表仅显示运营中的线路及车站         |                   |               |